# Ginema
Ginema is een geslacht van kevers uit de familie van de loopkevers (Carabidae). De wetenschappelijke naam van het geslacht is voor het eerst geldig gepubliceerd in 2002 door Ball.

## Soorten
Het geslacht Ginema is monotypisch en omvat slechts de volgende soort:
- Ginema thomasi Ball, 2002